# Wacholderreuth
Wacholderreuth ist ein Gemeindeteil der Gemeinde Berg im Landkreis Hof (Oberfranken, Bayern).

## Lage
Die Einöde Wacholderreuth befindet sich auf einer gerodeten Waldfläche der Kammlage des Frankenwaldes vor dem Ortseingang des Gemeindeteils Rothleiten aus Richtung Berg.